# Вторжение США в Доминиканскую Республику
Вторжение США в Доминиканскую Республику или Операция «Power Pack» — операция вооружённых сил США, предпринятая в 1965 году для свержения пришедшего к власти в результате гражданской войны левого правительства Франсиско Кааманьо.

## Начало конфликта
24 апреля 1965 года в Доминиканской Республике началось военное восстание «конституционалистов» во главе с полковником Франсиско Кааманьо. Восставшие объявили о восстановлении конституции 1963 года и потребовали возвращения к власти правительства бывшего президента Хуана Боша, свергнутого в результате военного переворота 25 сентября 1963 года.
На следующий день восставшие заняли Санто-Доминго и свергли правительство военного триумвирата во главе с Д. Рейдом Кабралем. Временным президентом страны провозглашён полковник Франсиско Кааманьо. Главой Временного правительства стал Хосе Молина Уренья — председатель палаты депутатов до государственного переворота 1963 года. На стороне свергнутого триумвирата выступили соединения ВВС и часть армии. Командующий ВМС занял позицию нейтралитета.
На севере страны была создана антиповстанческая военная хунта во главе с бригадным генералом Э. Вессина-и-Вессина («лоялисты»), двинувшая на столицу танковые части и авиацию (90 танков и бронемашин, 30 самолётов). 27 апреля 1500 солдат лоялистов при поддержке бронетранспортёров и танков вышли маршем с авиабазы Сан-Исидро, захватили мост Дуарте и заняли позицию на западном берегу реки Озама. Второй отряд в составе 700 солдат покинул Сан-Кристобаль и атаковал западные пригороды Санто-Доминго. Началась гражданская война, продолжавшаяся до 31 августа 1965 года.
Посол США Уильям Тэпли Беннетт-младший назвал ситуацию «коллективным безумием». Властям в Вашингтоне он заявил: «Я рекомендую серьёзно рассмотреть возможность вооружённого вмешательства для восстановления порядка, выходящего за рамки простой защиты жизни (американских граждан, находящихся в этой стране). Если усилия лоялистов потерпят неудачу, власть будет передана группам, чьи цели идентифицируются как цели коммунистической партии. Возможно, нам придётся вмешаться, чтобы предотвратить появление новой Кубы». Президент Линдон Б. Джонсон, указывая на необходимость защиты жизни и имущества американцев, приказал развернуть вооружённые силы США в Доминиканской Республике, чтобы стабилизировать ситуацию и предотвратить попадание страны в руки коммунистов.

## Интервенция США
Это задание было поручено генерал-лейтенанту Брюсу Палмеру-младшему, недавно назначенному командующему 18-м воздушно-десантным корпусом США, и генерал-майору Роберту Йорку, командующему 82-й воздушно-десантной дивизией. Они начали операцию Power Pack и приказали оперативной группе в составе 2-й дивизии морской пехоты и 82-й воздушно-десантной дивизии развернуться, начиная с 28 апреля. Также в операции приняли участие семьдесят пять членов роты Е, 7-й группы специального назначения, подразделений психологических операций и различных частей материально-технического обеспечения.
28 апреля началась высадка американской морской пехоты в городах Бараона и Айна. Президент Л. Джонсон объявил, что направил 405 морских пехотинцев в Доминиканскую республику для «защиты граждан США». 29 апреля войска США заняли прибрежные районы столицы, а также всё побережье от города Бараона до города Санто-Доминго. План генерал-майора Йорка заключался в том, чтобы высадить на западе столицы батальон парашютистов и захватить мост Дуарте, чтобы соединить восточную и западную части города. Затем лоялистские силы помогут ему установить контроль над Санто-Доминго.
В ночь на 30 апреля на авиабазе Сан-Исидро высадилась  3-я бригада 82-й воздушно-десантной дивизии США, начавшая свои боевые действия. Силы из 1700 морских пехотинцев 6-го экспедиционного отряда морской пехоты заняли район, где располагались несколько иностранных посольств. Местность была объявлена зоной международной безопасности Организацией американских государств (ОАГ). Повстанческие силы оказывали упорное сопротивление интервентам в районе моста Дуарте. К полудню 30 апреля мост, взятый в 13:15, и городской железнодорожный вокзал были в безопасности. На следующее утро 82-я дивизия продвинулась дальше на запад и соединилась с силами морской пехоты. За пять дней, с 29 апреля по 4 мая, в Доминиканскую Республику четырьмя волнами было переброшено более 10,5 тысяч десантников. Всего численность войск США достигла 12 тысяч человек.
1 мая 1965 г. советское правительство потребовало срочного созыва Совета Безопасности ООН, тем временем президент Л. Джонсон заявил, что американские войска предотвратили приход коммунистов к власти в Доминиканской республике.
4 мая 1965 года Национальный конгресс избрал Франсиско Кааманьо конституционным президентом Доминиканской Республики.
5 мая при давлении США и Организации американских государств (ОАГ) было заключено перемирие между восставшими и военной хунтой. 6 мая члены ОАГ создали Межамериканские миротворческие силы (IAPF) с целью служить миротворческим формированием в Доминиканской Республике. IAPF насчитывал 1748 военнослужащих из Бразилии, Парагвая, Никарагуа, Коста-Рики, Сальвадора и Гондураса и возглавлялся бразильским генералом Уго Панаско Альвимом, а генерал армии США Брюс Палмер был его заместителем.
7 мая генерал Антонио Имберт, национальный герой, в своё время участвовавший в убийстве диктатора Трухильо, был приведён к присяге в качестве президента лоялистского правительства национальной реконструкции. По состоянию на 8 мая американские силы на местах насчитывали 14 000 человек.
15 мая войска лоялистов атаковали силы повстанцев в северной части столицы, нарушив перемирие. Силам генерала Имберта удалось ликвидировать очаги сопротивления конституционалистов за пределами Сьюдад-Нуэва и заставить замолчать Радио Санто-Доминго. В ходе боёв за президентский дворец погибло несколько видных военных руководителей конституционалистов. Войска США пытались удержать международную зону безопасности, но были обвинены в пособничестве обеими сторонами. 21 мая было заключено новое перемирие между воюющими сторонами. В середине мая пик численности задействованных американских войск составил 23 850 американских военнослужащих, в том числе 8 000 морских пехотинцев в республике и примерно 38 военных кораблей в море.
15 июня конституционалисты предприняли вторую и последнюю попытку расширить границы контролируемых ими районов. Армейские части США быстро перешли в контрнаступление и помогли лоялистам. После двух дней тяжёлых боёв конституционалисты заявили, что с их стороны 67 человек погибли и 165 получили ранения.
3 июля на заседании ООН делегация СССР огласила заявление Советского правительства о событиях в Доминиканской республике, в котором действия США квалифицированы как открытая военная интервенция против суверенного государства.
В связи с тем что ситуация зашла в тупик, лидеры двух доминиканских фракций начали серьёзные переговоры по поиску приемлемого временного правительства до тех пор, пока не состоятся всеобщие выборы. 31 августа представители конституционалистов, президента Имберта и посреднической комиссии ОАГ подписали «Доминиканский акт примирения» и дополняющий его «Институционный акт». Временным президентом страны стал Эктор Федерико Гарсия Годой Касерас.
В конечном итоге в операции Power Pack приняли участие более 40 000 американских военнослужащих, в том числе около 8 000 морских пехотинцев.

## Результаты
1 июня 1966 года в условиях оккупации страны войсками США прошли выборы президента. В результате выборов (в честности которых были очень сильные сомнения[чьи?]) победил бывший советник диктатора Л. Трухильо и бывший марионеточный президент в 1960–1962 годах Хоакин Балагер.
28 июля начался вывод войск ОАГ, а сентябре США начали вывод своих войск. Однако в стране осталось 250 американских военных советников, 500 сотрудников посольства США и около 5 тысяч агентов ЦРУ.